# Deep South

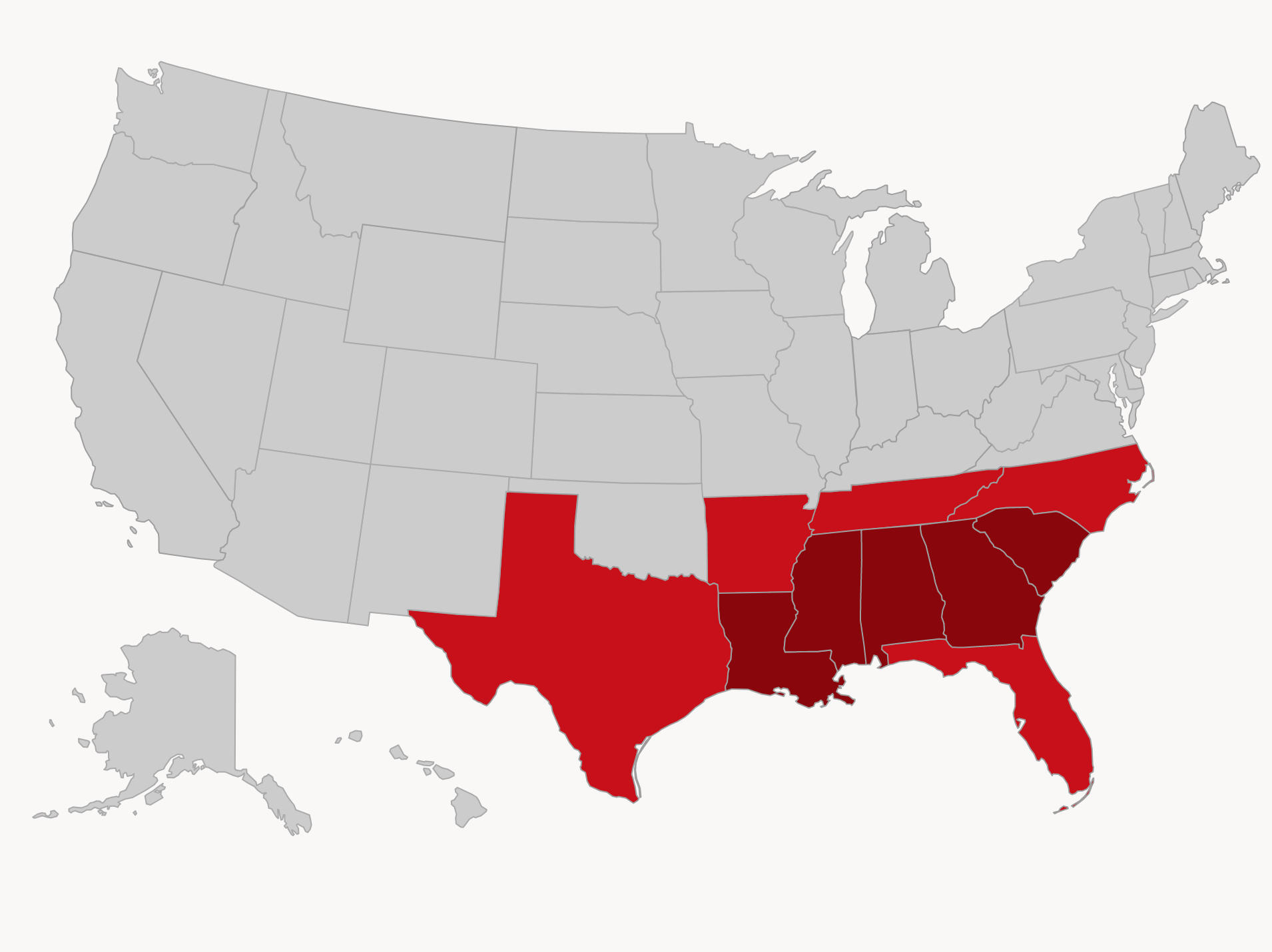
O Deep South é os estados vermelhos, e os vermelhos oscuros em particular

Dá-se o nome Deep South (que se poderia traduzir como Sul Profundo) à região cultural e geográfica dos Estados Unidos composta por estados no sudeste do país. Há contudo várias definições, entre as quais:
- Carolina do Sul, Mississippi, Flórida, Alabama, Geórgia e Luisiana (seis dos fundadores dos Estados Confederados da América)[1][2]
- Geórgia, Flórida, Alabama, Mississippi e Luisiana (segundo o Dictionary of Cultural Literacy)
- Os sete estados que secederam dos Estados Unidos antes do conflito de Fort Sumter e do início da Guerra Civil Americana, e originalmente formaram os Estados Confederados da América: Carolina do Sul, Mississippi, Flórida, Alabama, Geórgia, Louisiana e Texas.
- Alabama, Arkansas, Luisiana e Mississippi
- Grande parte do "Cotton Belt" original, que se estende da Carolina do Norte e Carolina do Sul até aos estados com costa no golfo do México, incluindo assim o Texas Oriental, partes do Tennessee e Arkansas.[3]

O Deep South costuma-se definir por oposição ao Old South, o Velho Sul, que inclui a Carolina do Sul, a Carolina do Norte, a Virgínia e a Geórgia. Assim também é diferenciado dos estados interiores de Kentucky, Tennessee, Virgínia Ocidental e Arkansas, bem como dos periféricos Flórida e Texas.